# Onthophagus catenatus
Onthophagus catenatus är en skalbaggsart som beskrevs av Lansberge 1883. Onthophagus catenatus ingår i släktet Onthophagus och familjen bladhorningar. Inga underarter finns listade i Catalogue of Life.